# 漂浮的海军上将
漂浮的海军上将（英語：The Floating Admiral）是伦敦偵探作家俱樂部的十四位成员合写的一部侦探小说，出版于1931年。

## 内容组成
十四位作者按照如下顺序各完成小说中的一章：维克多·怀特彻奇、G·D·H·考尔和玛格丽特·考尔、亨利·韦德、阿加莎·克里斯蒂、约翰·罗德、米尔沃德·肯尼迪、多萝西·L·塞耶斯、罗纳德·诺克斯、弗里曼·威尔斯·克拉夫兹、埃德加·杰普森、克莱门斯·丹和安东尼·伯克莱·考克斯。在小说完成之后G·K·切斯特顿写了序幕
除了撰写自己的章节以外，每位作者还要讲将自己的解答封在信封中，在书的结尾处揭晓。按照塞耶斯在书的序言中所说"每个作家都必须以心中明确的解决方案来撰写他的章节，也就是说他不能只为了使案情变得更复杂来引入新的复杂因素……每位作者都要认真地处理前面作家留给他考虑的困难。”

## 主题
在一艘漂流的船上，发现了海军上将潘尼斯通的尸体。前一天晚上，他和侄女在牧师家共进晚餐。之后他用自己的船渡河回家。然而海军上将尸体所在的船并非他的财产，而为牧师所有。海军上将被刀或匕首刺伤，但船的地板上没有血迹。此外系泊线已被切断。